# Museu da Gotlândia
O Museu da Gotlândia (em sueco: Gotlands museum) é um museu regional de arte, cultura e arqueologia da ilha da Gotlândia, na cidade de Visby.

## As coleções do museu
A Sala das Antiguidades (Fornsalen) é a principal atração do museu. Nela estão expostas pedras com gravuras da Idade do Ferro e tesouros de prata da Era Viquingue. O destaque vai para o maior tesouro de prata dos Viquingues – o Tesouro de Spilling (Spillingsskatten), 67 quilos de objetos de prata, incluindo moedas e joias.

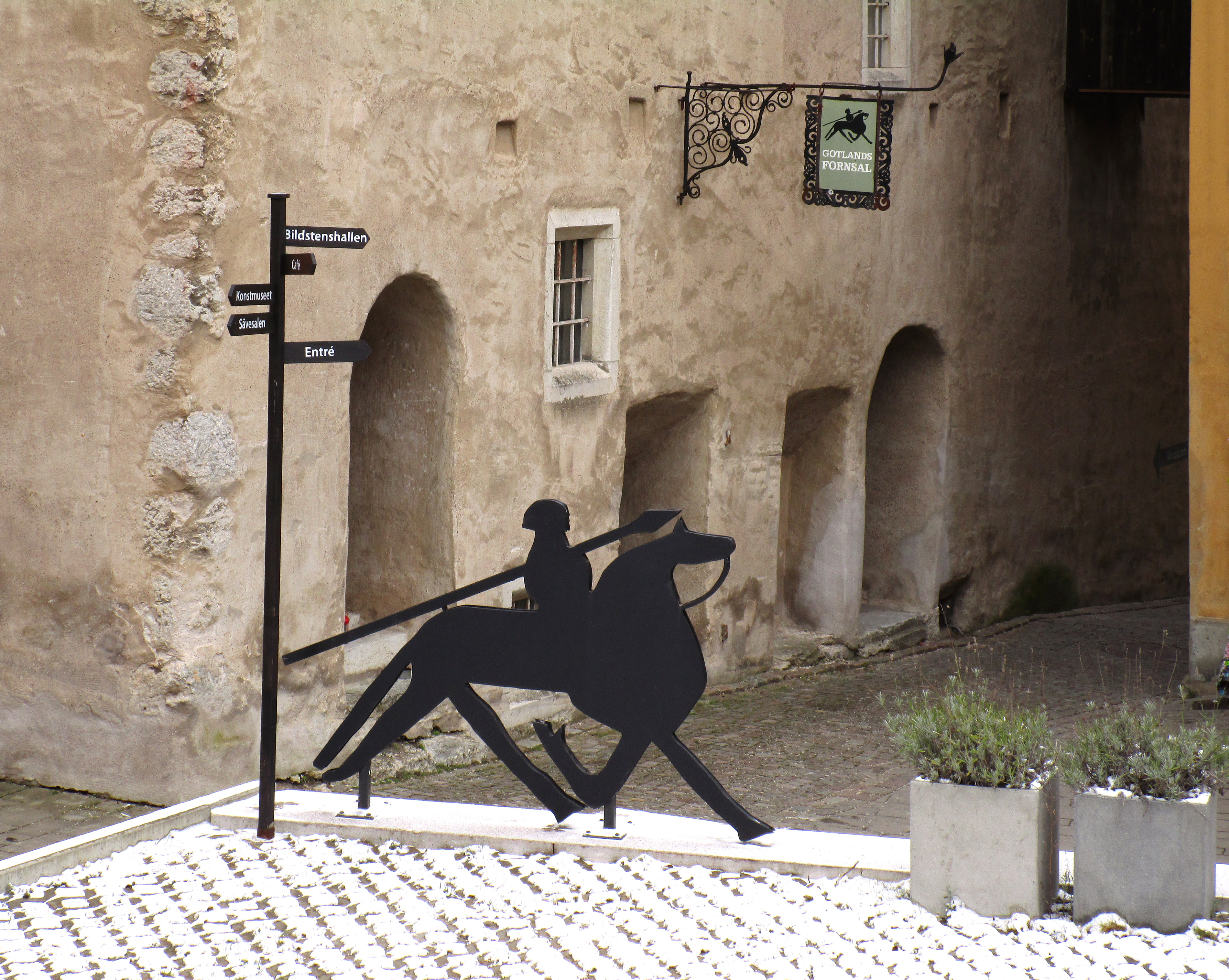
Entrada da Salas das Antiguidades (Fornsalen)
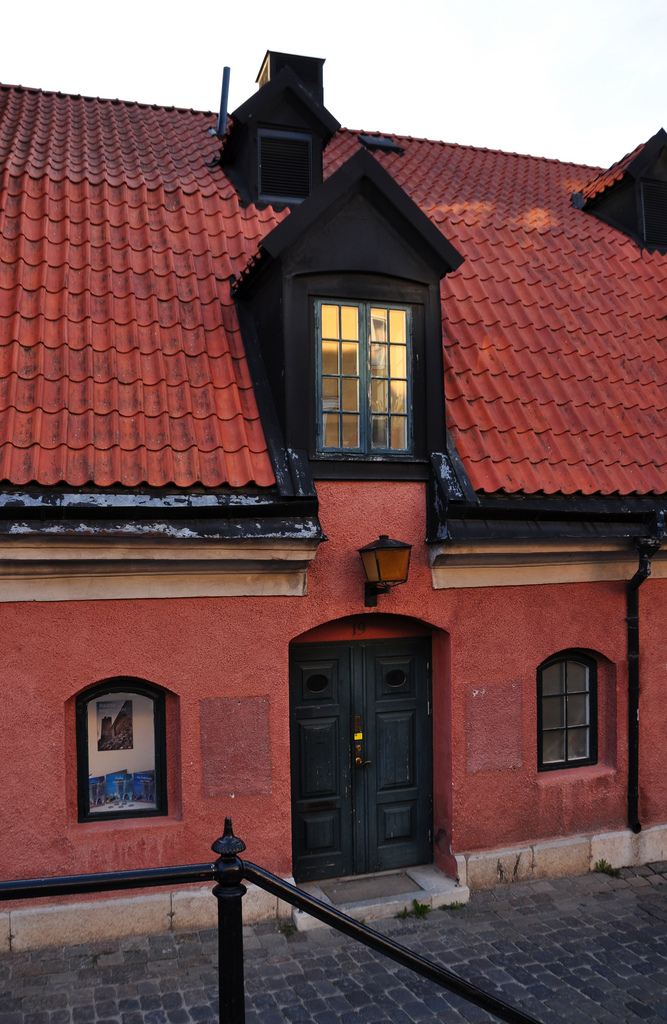
Entrada do museu pela rua Mellangatan
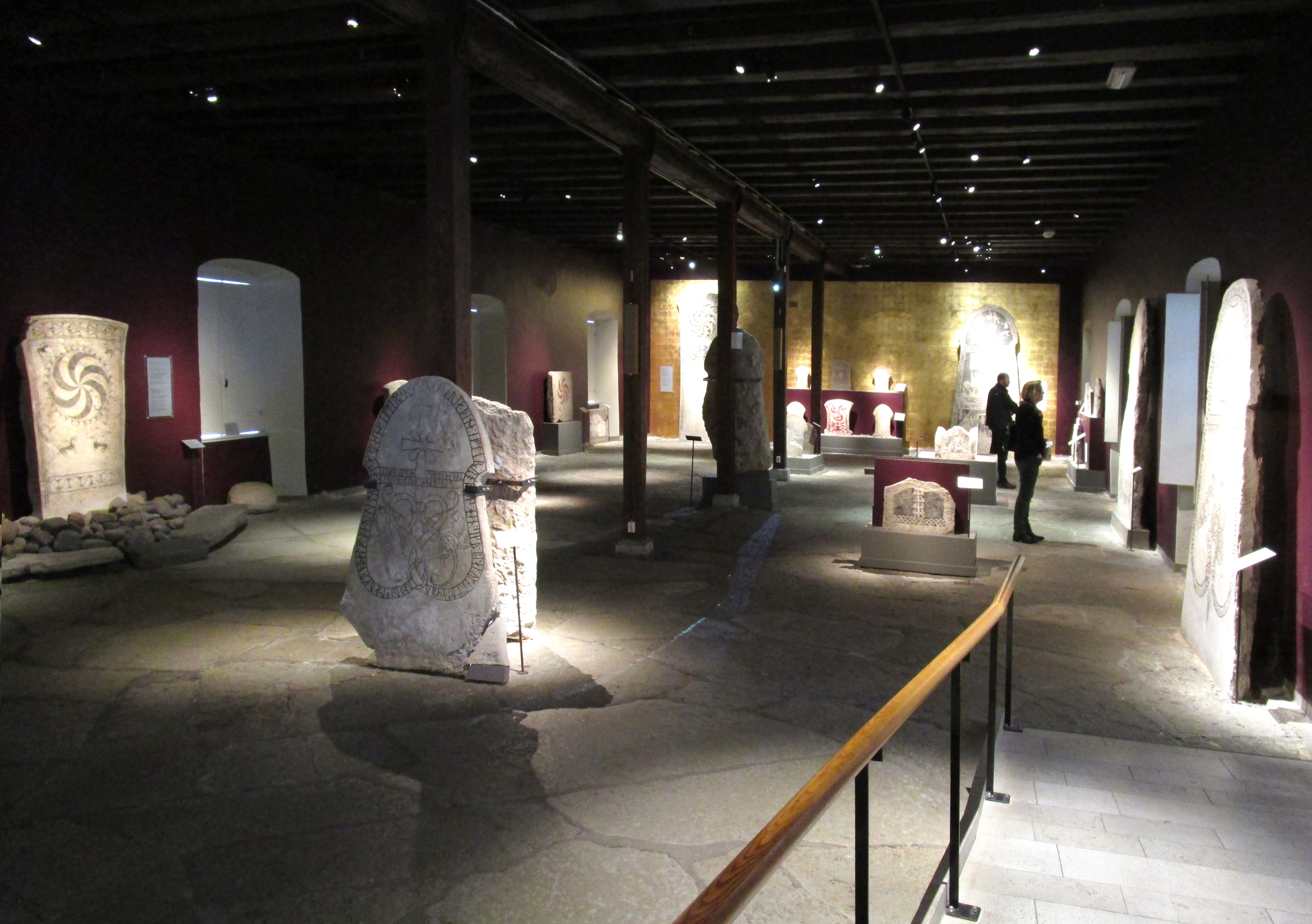
Sala das pedras com gravuras
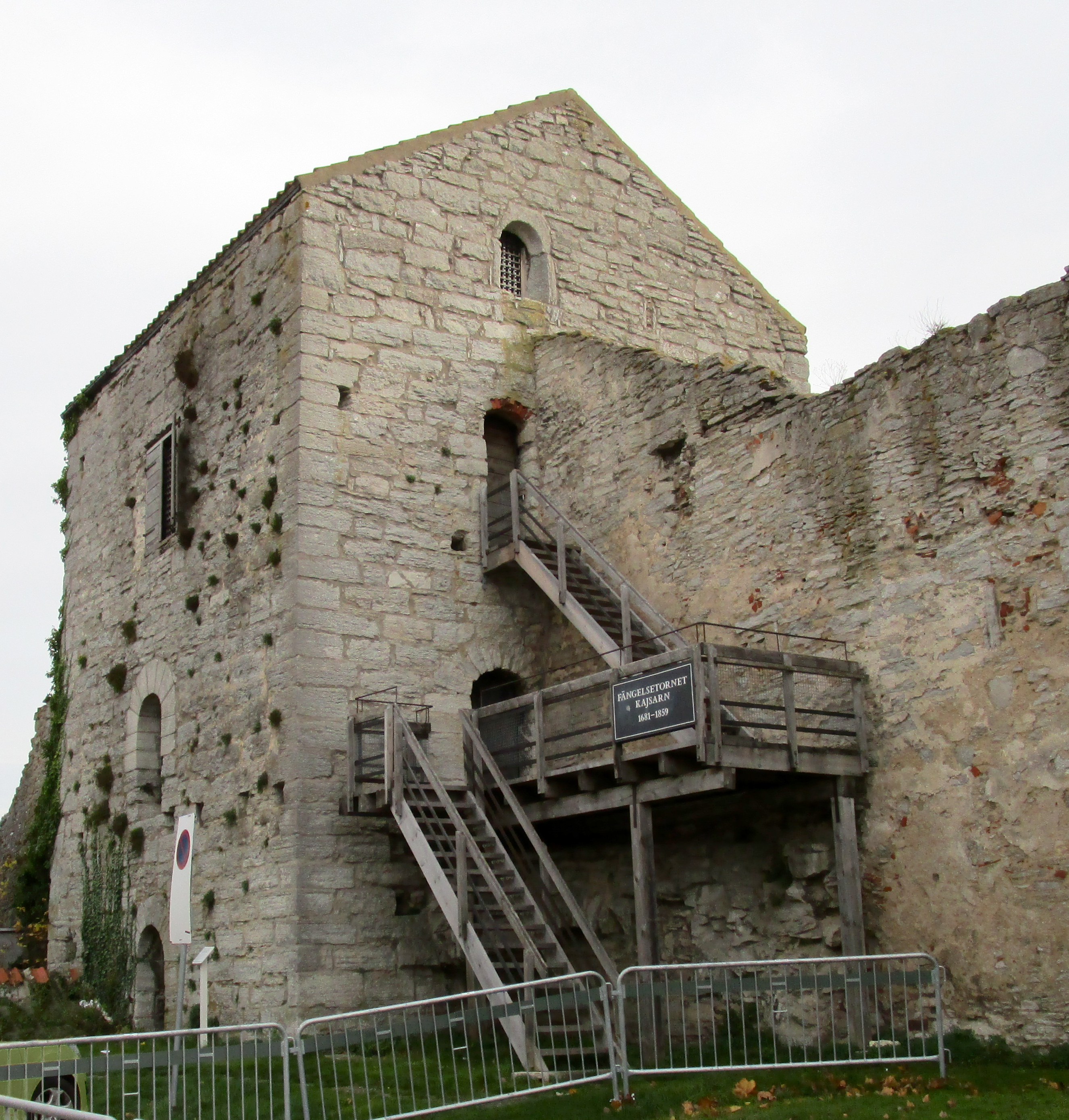
A Casa do Capítulo (Kapitelhusgården) junto às Muralhas de Visby
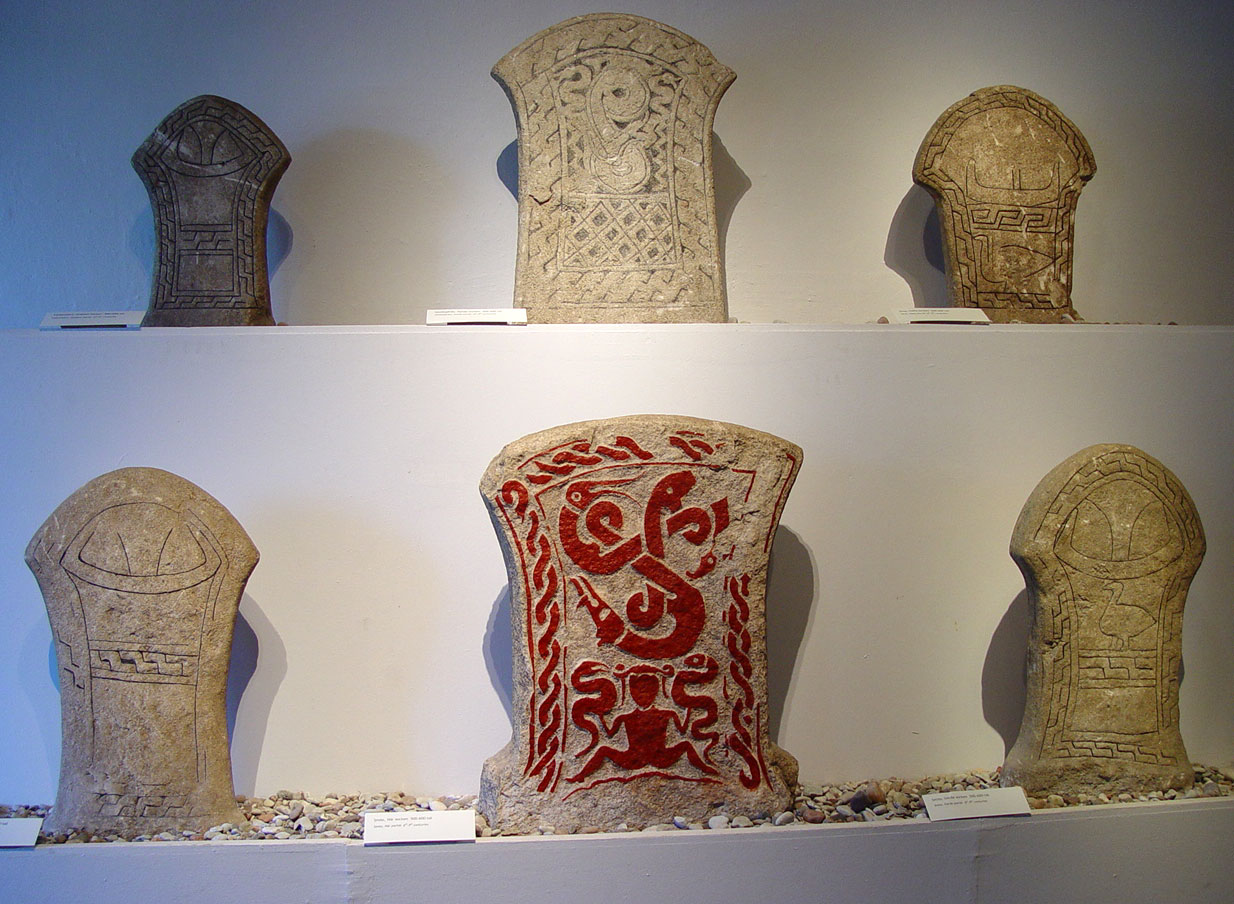
Pedras com gravuras
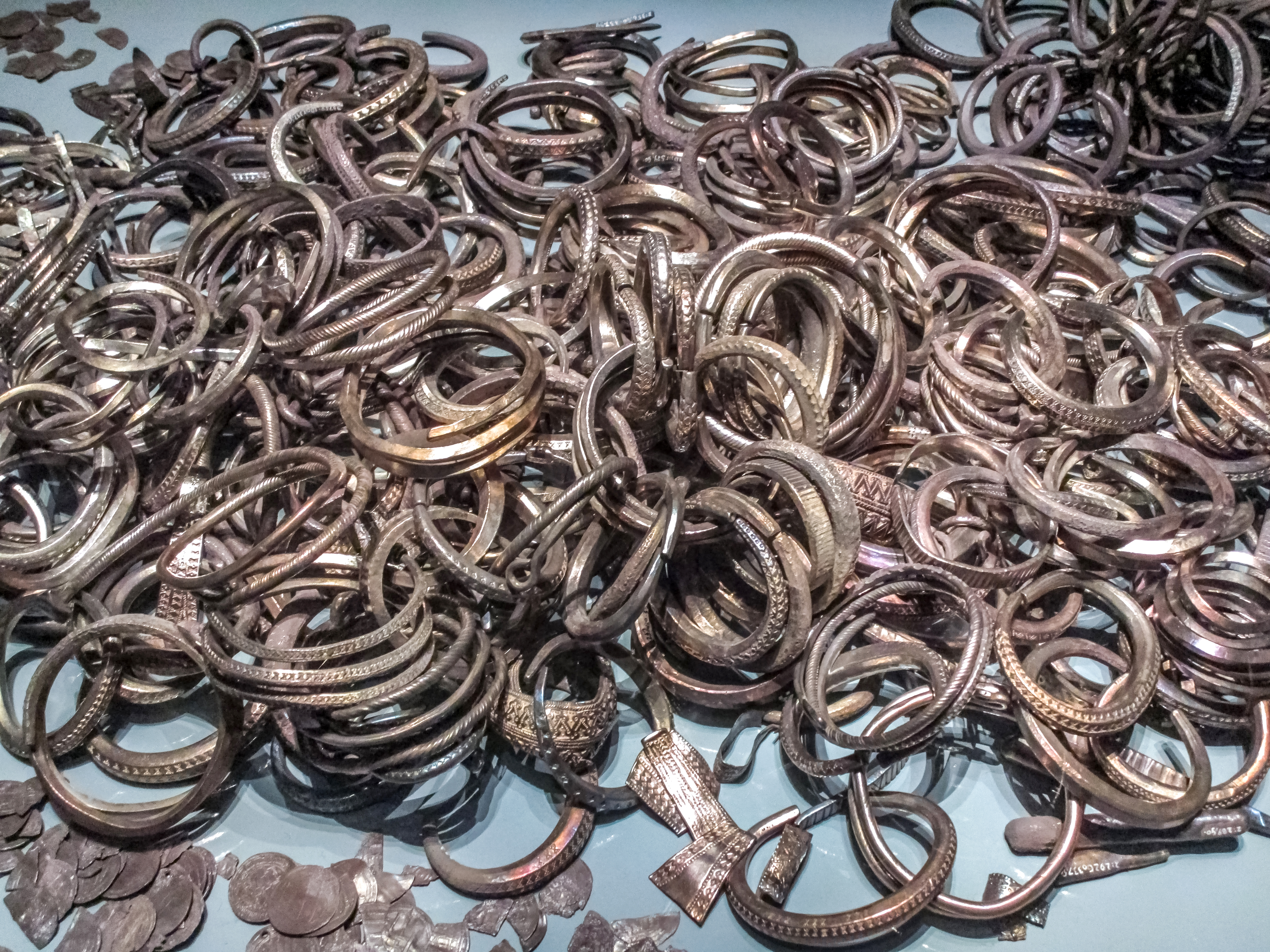
O Tesouro de Spilling (Spillingsskatten)